# Igreja de Todos os Santos (Sutton)
A Igreja de Todos os Santos é uma igreja listada como Grau I em Sutton, Bedfordshire, na Inglaterra. Tornou-se um edifício listado no dia 31 de outubro de 1966.